# Landschap Noord-Holland
Landschap Noord-Holland is een stichting in de Nederlandse provincie Noord-Holland die natuur, landschap en cultureel erfgoed beschermt door aankoop, inrichting, beheer en ontwikkeling van natuurgebieden. Landschap Noord-Holland is een van de twaalf Landschapsorganisaties in Nederland en een van de organisaties voor landschapsbeheer en is aangesloten bij de overkoepelende stichting LandschappenNL.
De stichting is opgericht in 1936 als het Noordhollandsch Landschap. In 2003 is Landschap Noord-Holland ontstaan uit een fusie van Landschapsbeheer Noord-Holland en het Noord-Hollands Landschap. Landschap Noord-Holland bezit, verspreid door de provincie (met uitzondering van het Gooi), meer dan 100 natuurgebieden met een gezamenlijke oppervlakte van ca. 4.500 ha. 4.000 mensen helpen als vrijwilliger. Ruim 34.000 Noord-Hollanders zijn Beschermer van Landschap Noord-Holland. Zo'n 30 bedrijven zijn de 'Vrienden van Landschap Noord-Holland'. De provincie Noord-Holland is een belangrijke subsidieverstrekker, en ook de Nationale Postcode Loterij draagt in belangrijke mate bij. Daarnaast dragen (vermogens)fondsen bij aan projecten. In het Gooi is een zusterorganisatie actief, Goois Natuurreservaat.

## Natuurgebieden in beheer
- Alverna
- Amstelmeer en Verzakking
- Balgzand
- Balgzandpolder
- Batterij en Spaarnwouderveen
- Bedijkte Boezem
- Bennebroekbos
- Benningbroek
- Bosje van Broekens
- Bosjes van Verwey
- Botgat
- Braakpolder
- Buitenhuizerbraak
- Buitenplaats Leyduin
- Cronenburg
- Donkere Duinen
- Draaiweid
- Eendenkooi Van der Eng
- Eendenkooi Stokman
- Eendenkooi 't Zand
- Eilandspolder
- Fischer's Weid
- Fort aan de Sint Aagtendijk
- Fort Zuidwijkermeer
- Fort bij Veldhuis
- Fort bij Krommeniedijk
- Gasthuisweidje
- Grafelijkheidsduinen
- Groene Driehoek Assum
- Harderwijk
- Heitje van Katham
- Helderse Duinen
- Hempolder en Alkmaardermeer
- Hengstenpad
- Het Die
- Het Veldje van Ien
- Holendrechter en Bullenwijker Polder
- Huisduinerpolder
- Ilperveld
- Kerkepolder
- Kleiputten
- De Kluut
- De Koekoek
- Kolk van Dussen
- Krengenbos
- Kruiszwin
- De Laaik
- 't Laeg
- Lage Hoek
- Landje van Veldt
- Landje van Geijsel
- Lange Bretten
- Leekerlanden
- Lekermeer
- De Liede
- Liniedijken
- Lunetten
- Mariëndal
- Marquette
- Middelpolder
- Mosselwiel
- Naaldenveld
- Natuurgebied De Strook
- Natuurgebied Sint Aagtendijk
- Natuurgebied Uithoorn
- Nauernase Venen
- Nieuwe Land van Stam
- De Nollen
- Nollenland van Abbestede
- Noordduinen
- Noordermeer
- Oosteinderpoel
- Oosterbos
- Oosterveld
- Opmeerder Wuiver
- Overplaats
- Poelpolder
- Polder Westerveer
- Polder Berkmeer
- Razende Bol
- Refugium
- Rietlandje Katwoude
- Rondehoep
- Schoonwatervallei, van Zeerijdtsdijkje naar Het Die
- De Skôot
- Suyderbraeck
- De Tuintjes
- Twiskerrandgebied
- Verbindingszone Zijpe
- Waardkanaal
- Waddenzeestraat
- Waterberging Twisk en Oostermare
- Weelpolder
- Weideveld
- Weidevogelgebieden in De Gouw, Westfriesland
- Weijenbus en Vroonmeer
- Weitje van Pietje
- Wildrijk
- Zandpolder
- Zeerijdtsdijkje
- Zuiderveen
- Zuurvenspolder